# Hélder Morim
Hélder Gomes Morim (Póvoa de Varzim, 14 maggio 2001) è un calciatore portoghese, centrocampista del Tatran Prešov.

## Carriera
Cresciuto nel settore giovanile del Leixões, ha esordito in prima squadra il 2 maggio 2021, disputando l'incontro di Segunda Liga pareggiato 0-0 contro il Covilhã. In due stagioni ha totalizzato complessivamente 32 presenze e una rete in campionato, che è stata anche la sua prima in carriera tra i professionisti, messa a segno il 10 agosto 2021 nel successo casalingo per 3-1 contro il Farense. Il 29 giugno 2022 è stato acquistato dal Chaves e il 7 agosto successivo ha esordito in Primeira Liga, in occasione dell'incontro perso 0-1 contro il Vitória Guimarães.

## Statistiche

### Presenze e reti nei club
Statistiche aggiornate al 26 novembre 2022.
| Stagione        | Squadra         | Campionato      | Campionato | Campionato | Coppe nazionali | Coppe nazionali | Coppe nazionali | Coppe continentali | Coppe continentali | Coppe continentali | Altre coppe | Altre coppe | Altre coppe | Totale | Totale |
| Stagione        | Squadra         | Comp            | Pres       | Reti       | Comp            | Pres            | Reti            | Comp               | Pres               | Reti               | Comp        | Pres        | Reti        | Pres   | Reti   |
| --------------- | --------------- | --------------- | ---------- | ---------- | --------------- | --------------- | --------------- | ------------------ | ------------------ | ------------------ | ----------- | ----------- | ----------- | ------ | ------ |
| 2020-2021       | Leixões         | LdH             | 4          | 0          | CP              | -               | -               |                    | -                  | -                  |             | -           | -           | 4      | 0      |
| 2021-2022       | Leixões         | LdH             | 28         | 1          | CP+CdL          | 0+1             | 0               |                    | -                  | -                  |             | -           | -           | 29     | 1      |
| Totale Leixões  | Totale Leixões  | Totale Leixões  | 32         | 1          |                 | 1               | 0               |                    | -                  | -                  |             | -           | -           | 33     | 1      |
| 2022-2023       | Chaves          | PL              | 6          | 0          | CP+CdL          | 1+0             | 0               |                    | -                  | -                  |             | -           | -           | 6      | 0      |
| Totale carriera | Totale carriera | Totale carriera | 38         | 1          |                 | 2               | 0               |                    | -                  | -                  |             | -           | -           | 40     | 1      |